# Investec Bank
Die Investec Bank ist eine britisch-südafrikanische Bank mit Hauptsitz in London und Johannesburg.

## Geschichte
Die Gesellschaft wurde 1974 als Leasing Company in Johannesburg gegründet und erhielt 1980 ihre Banklizenz. Seit 1986 ist die Aktie an der Johannesburger Börse in Südafrika notiert. 1998 erwarb die Gruppe mit Guinness Mahon eine der führenden Londoner Handelsbanken. Das Abkommen bezog auch den Erwerb von Henderson Crosthwaite, ein Unternehmen von Börsenmaklern, mit ein. 
Im Juli 2002 bekam die Gesellschaft eine Struktur als Dual-listed Company mit Notierungen in London und Johannesburg.

## Firmenprofil
Die Investec Bank hat Niederlassungen in Südafrika, dem Vereinigten Königreich und Australien. Sie besitzt Geschäftsstellen in Irland, der Schweiz, Mauritius und Guernsey. Die Gruppe operiert in fünf Geschäftsbereichen:
- Privatkunden
- Kapitalmärkte
- Emissionsgeschäft
- Vermögensverwaltung
- Sachanlagen